# GSC3983-2868
GSC3983-2868 — хімічно пекулярна зоря спектрального класу A3, що має видиму зоряну величину в смузі V приблизно 10,4.